# Санкарийоки
Санкарийоки — река в Мурманской области России. Протекает по территории Кандалакшского района. Левый приток реки Яуруккиоя.
Длина реки составляет 11 км.
Берёт начало на восточном склоне горы Санкарилатваселькя. Протекает по лесной, местами заболоченной местности. Питание в основном снеговое. Впадает в Яуруккиоя слева в 5 км от устья.

## Данные водного реестра
По данным государственного водного реестра России относится к Баренцево-Беломорскому бассейновому округу, водохозяйственный участок реки — Ковда от Кумского гидроузла до Иовского гидроузла. Речной бассейн реки — бассейны рек Кольского полуострова и Карелии.
Код объекта в государственном водном реестре — 02020000512102000000900.